# Stenoplastis albicuneata
Stenoplastis albicuneata är en fjärilsart som beskrevs av Paul Dognin 1910. Stenoplastis albicuneata ingår i släktet Stenoplastis och familjen tandspinnare. Inga underarter finns listade i Catalogue of Life.